# Peter Friedrich Rudolf Faull
Peter Friedrich Rudolf Faull (* 4. Oktober 1793 in Schwerin; † 18. Dezember 1863 ebenda) war ein deutscher Verwaltungsjurist und Begründer der Statistik in Mecklenburg.

## Leben
Faull war Sohn des Juristen Rudolf Karl Peter Faull und Enkel von Ernst August Rudloff. Er besuchte von 1805 bis 1809 die Domschule Schwerin und von 1809 bis Ostern 1811 das Katharineum zu Lübeck. Er studierte Rechtswissenschaften an der Universität Göttingen und wurde dort Mitglied des Corps Vandalia Göttingen. 1814 wurde er Advokat in der Justizkanzlei Schwerin und 1819 Regierungssekretär. Faull war von 1820 bis 1840 Mitglied des Lotterie-Kommissariats von Mecklenburg-Schwerin. Er wurde 1822 Sekretär der mecklenburgischen Hypothekenkammer. Von 1823 bis 1863 war er Herausgeber des Mecklenburgischen Staatskalenders, den sein Onkel Friedrich August von Rudloff begründet hatte. Er wurde 1829 zum Kanzleirat und 1840 zum Geheimen Kanzleirat befördert. Faull war ab 1835 Mitglied des Zensur-Collegiums und ab 1844 Direktor der Schweriner Ersparnis-Anstalt. Ab 1851 war er Leiter des Statistischen Büros von Mecklenburg-Schwerin und damit Wegbereiter staatlicher Statistik im Großherzogtum. Seine Veröffentlichungen beziehen sich vornehmlich auf das Gebiet der Statistik.
Faull war 1835 Gründungsmitglied des Vereins für mecklenburgische Geschichte und Altertumskunde und dessen langjähriger Schatzmeister, ab 1860 auch Vizepräsident des Vereins.